# Dominic Gorie
Dominic Lee (Pudwill) Gorie (ur. 2 maja 1957 w Lake Charles, stan Luizjana, Stany Zjednoczone) – amerykański pilot wojskowy, astronauta.

## Wykształcenie oraz służba wojskowa
- 1975 – ukończył szkołę średnią w Miami (Miami Palmetto High School), stan Floryda.
- 1979 – został absolwentem Akademii Morskiej Stanów Zjednoczonych (United States Naval Academy) w Annapolis, stan Maryland, otrzymując licencjat z inżynierii oceanicznej. Następnie rozpoczął służbę w Marynarce Wojennej Stanów Zjednoczonych.
- 1981 – po zakończeniu dwuletniego szkolenia lotniczego uzyskał status pilota lotnictwa morskiego i został skierowany do służby na lotniskowcu USS America w 46 eskadrze szturmowej (Attack Squadron 46). Do 1983 latał w niej na samolotach A-7E Corsair.
- 1983–1986 – był pilotem F/A-18 Hornet w 132 eskadrze myśliwsko-szturmowej (Strike Fighter Squadron 132) stacjonującej na lotniskowcu USS Coral Sea.
- 1987 – ukończył kurs w Szkole Pilotów Doświadczalnych (U.S. Naval Test Pilot School) w bazie lotniczej  Patuxent River, stan Maryland.
- 1988–1990 – był pilotem-oblatywaczem w Lotniczo-Doświadczalnym Centrum Marynarki Wojennej USA (Naval Air Test Center).
- 1990–1992 – w 1990 na University of Tennessee(inne języki) otrzymał tytuł magistra systemów lotniczych. Dalszą służbę kontynuował na pokładzie lotniskowca USS Roosevelt w 87 eskadrze myśliwsko-szturmowej (Strike Fighter Squadron 87). Brał udział w operacji „Pustynna Burza” (Desert Storm), podczas której wykonał 38 lotów bojowych na F/A-18 Hornet.
- 1992 – rozpoczął dwuletnią służbę w amerykańskim dowództwie kosmicznym (U.S. Space Command) w Colorado Springs.
- 1994 – był skierowany do 106 eskadry myśliwsko-szturmowej (Strike Fighter Squadron 106), gdzie odnowił umiejętności pilotowania F/A-18. Później, do momentu przyjęcia do NASA, był pilotem 37 eskadry (Strike Fighter Squadron 37).
- 2005 – zakończył czynną służbę w marynarce.

Na przeszło 35 typach różnych samolotów wylatał ponad 6700 godzin i wykonał 600 lądowań na lotniskowcach.

## Kariera astronauty
- 1991 – po raz pierwszy próbował zostać astronautą. Był jednym z 87 finalistów podczas naboru do 14 grupy astronautów NASA (NASA-14(inne języki)). Nie został jednak wówczas przyjęty.
- 1994 – 8 grudnia został zakwalifikowany do 15 grupy astronautów NASA (NASA-15(inne języki)) w charakterze specjalisty misji.
- 1995 – zakończył kurs podstawowy, po którym otrzymał uprawnienia pilota wahadłowca oraz przydział do Biura Astronautów NASA. Zajmował się zagadnieniami związanymi z bezpieczeństwem lotów. Podczas kilku lotów promów kosmicznych był też operatorem łączności. Poza tym pełnił funkcję szefa wydziału astronautów latających na wahadłowcach.
- 1997 – otrzymał przydział do załogi STS-91.
- 1998 – w czerwcu przez blisko 10 dni, jako pilot, uczestniczył w locie STS-91 wahadłowca Discovery.
- 2000 – był pilotem 11-dniowej misji STS-99 wahadłowca Endeavour.
- 2001 – w grudniu dowodził blisko 12-dniową wyprawą STS-108.
- 2007 – 29 stycznia został mianowany dowódcą misji STS-123.
- 2008 – 11 marca wystartował w kosmos dowodząc misją STS-123. Podczas tego lotu do Międzynarodowej Stacji Kosmicznej został dołączony japoński moduł Kibō oraz kanadyjski manipulator Special Purpose Dexterous Manipulator.
- 2010 – 4 czerwca opuścił NASA.

## Loty kosmiczne
- STS-91 (Discovery F-24);

W dniach 2–12 czerwca 1998 wziął udział w locie STS-91 jako pilot wahadłowca. Razem z nim w kosmos polecieli: Charles Precourt (dowódca), Franklin Chang-Díaz (specjalista misji MS-1), Wendy Lawrence (MS-2), Janet Kavandi (MS-3) oraz Walerij Riumin (MS-4). Była to ostatnia misja amerykańskiego wahadłowca, której celem była stacja kosmiczna Mir. Po dwudniowym locie prom przycumował do kompleksu orbitalnego. Załoga wahadłowca dostarczyła na jego pokład zaopatrzenie i materiały naukowe dla stałej załogi. Podczas lotu przeprowadzono eksperyment AMS-1 (Alpha Magnetic Spectrometer) – polegający na pomiarach na orbicie strumienia cząstek naładowanych. Po blisko czterech dniach wspólnego lotu Discovery został odłączony od Mira. Wahadłowcem powrócił na Ziemię również Andrew S.W. Thomas, który w kosmosie spędził ponad 140 dni. Lądowanie nastąpiło na Przylądku Canaveral na Florydzie.
- STS-99 (Endeavour F-14);

W dniach 11–22 lutego 2000 Gorie wziął udział w misji STS-99. Podobnie jak poprzednio pełnił funkcję pilota promu kosmicznego. Dowódcą wyprawy był Kevin Kregel. Specjalistami misji podczas tego lotu byli: Niemiec Gerhard Thiele (MS-1), Janet Kavandi (MS-2), Janice Voss (MS-3) oraz japoński astronauta Mamoru Mōri (MS-4). Podstawowym zadaniem załogi podczas tej wyprawy było wykonanie pomiarów w celu stworzenia radarowej mapy topograficznej o wysokiej rozdzielczości (oznaczenie misji SRTM – Shuttle Radar Topography Mission). Dane jakie astronauci zebrali podczas lotu umożliwiły wykonanie stereoskopowej mapy powierzchni Ziemi o rozdzielczości 30 m dla terenów USA i 90 m dla pozostałych obszarów. Po 11 dniach lotu załoga wylądowała pomyślnie w KSC.
- STS-108 (Endeavour F-17);

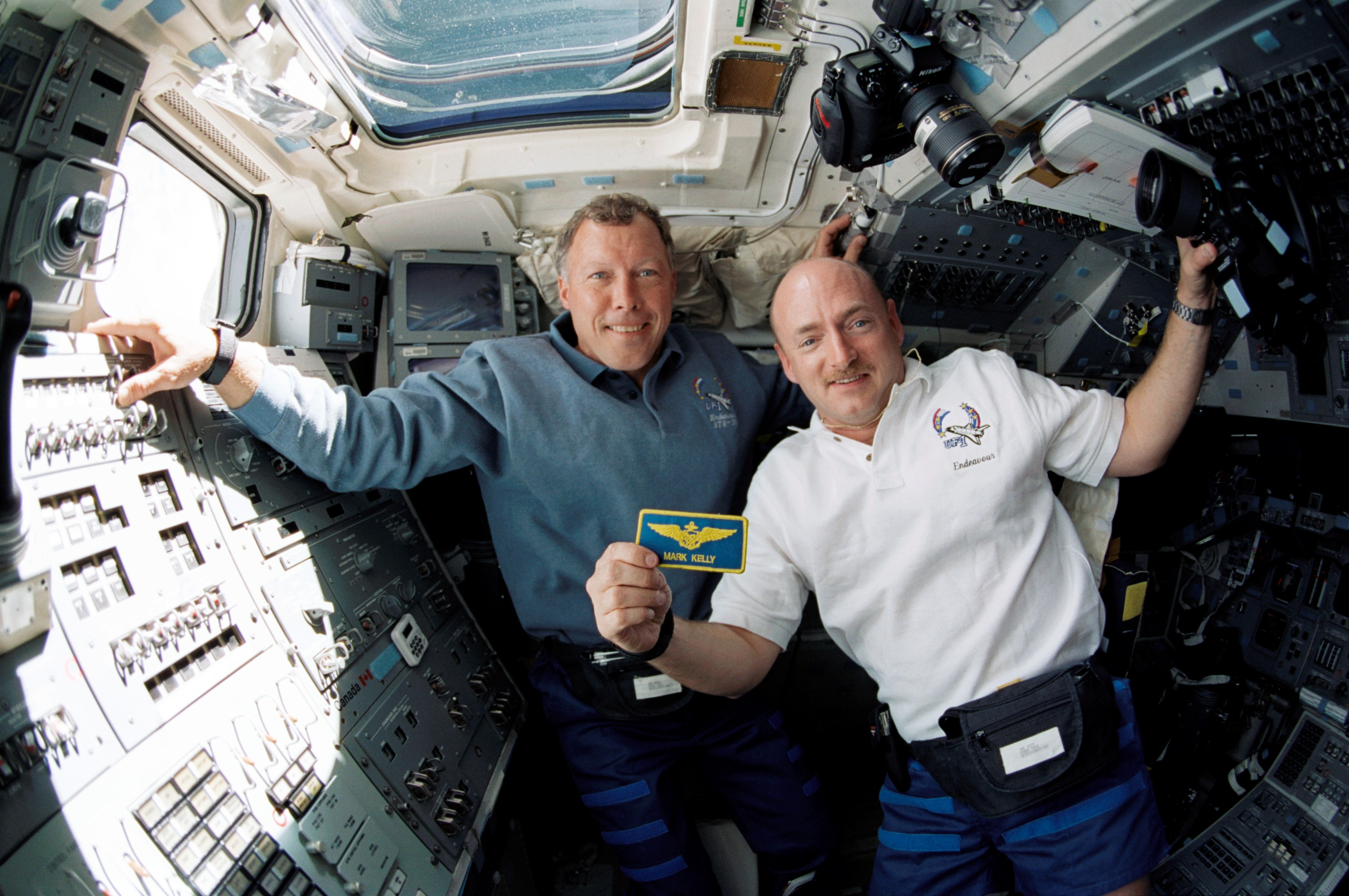
Dominic Gorie i Mark Kelly w kokpicie Endeavour

Trzeci lot w kosmos Gorie odbył w dniach od 5 do 17 grudnia 2001. Był dowódcą Endeavour podczas lotu STS-108. Udział w niej wzięli również: pilot – Mark E. Kelly, specjaliści misji; Linda Godwin (MS-1), Daniel Tani (MS-2) oraz członkowie 4 stałej załogi Międzynarodowej Stacji Kosmicznej: Jurij I. Onufrijenko (MS-3), Carl E. Walz (MS-4) i Daniel W. Bursch (MS-5). Dwa dni po starcie prom dopiero w drugiej próbie połączył się z ISS. 8 grudnia moduł zaopatrzeniowy Raffaello został przyłączony przy użyciu ramienia RMS do modułu Unity, a astronauci rozpoczęli jego rozładowywanie. 10 grudnia przez ponad 4 godziny L. Godwin i D. Tani pracowali na zewnątrz ISS, instalując izolację cieplną wokół mechanizmów obrotu paneli baterii słonecznych. 14 grudnia Raffaello ponownie znalazł się w ładowni wahadłowca. Dzień później wahadłowiec odłączył się od stacji orbitalnej, zabierając na Ziemię trójkę astronautów kończących ponad 128-dniowy pobyt w kosmosie: Franka Culbertsona (MS-3), Władimira Dieżurowa (MS-4) i Michaiła Tiurina (MS-5). Endeavour jeszcze dwa dni krążył po orbicie okołoziemskiej. W tym czasie załoga umieściła w przestrzeni kosmicznej satelitę „Starshine-2”.  Prom wylądował po blisko 12 dniach lotu na bieżni KSC.

## Nagrody i odznaczenia
- medal Departamentu Obrony Stanów Zjednoczonych „Za wzorową służbę” (Defense Superior Service Medal)
- medal Departamentu Obrony Stanów Zjednoczonych „Za chwalebną służbę” (Defense Meritorious Service Medal)
- medal marynarki wojennej „Za chwalebną służbę” (Meritorious Service Medal)
- medal marynarki wojennej „Za zasługi” (Navy Commendation Medal)
- dwukrotnie krzyż lotniczy „Za wybitne zasługi” (Distinguished Flying Cross)
- medal NASA „Za lot kosmiczny” (NASA Space Flight Medal) w latach 1998, 2000 i 2001
- dwukrotnie medal „Za operacje powietrzne” (Air Medal)
- Legia Zasługi (Legion of Merit)
- Universal Astronaut Insignia za lot orbitalny (nr 379) – Stowarzyszenie Uczestników Lotów Kosmicznych (Association of Space Explorers(inne języki))[1]

## Wykaz lotów
| Loty kosmiczne, w których uczestniczył Dominic L. Gorie                  | Loty kosmiczne, w których uczestniczył Dominic L. Gorie | Loty kosmiczne, w których uczestniczył Dominic L. Gorie | Loty kosmiczne, w których uczestniczył Dominic L. Gorie | Loty kosmiczne, w których uczestniczył Dominic L. Gorie | Loty kosmiczne, w których uczestniczył Dominic L. Gorie | Loty kosmiczne, w których uczestniczył Dominic L. Gorie |
| Lp.                                                                      | Data startu                                             | Statek kosmiczny                                        | Data lądowania                                          | Statek kosmiczny                                        | Funkcja                                                 | Czas trwania                                            |
| ------------------------------------------------------------------------ | ------------------------------------------------------- | ------------------------------------------------------- | ------------------------------------------------------- | ------------------------------------------------------- | ------------------------------------------------------- | ------------------------------------------------------- |
| 1                                                                        | 2 czerwca 1998                                          | STS-91 Discovery F-24                                   | 12 czerwca 1998                                         | STS-91 Discovery F-24                                   | Pilot misji                                             | 9 dni 19 godzin 54 minuty                               |
| 2                                                                        | 11 lutego 2000                                          | STS-99 Endeavour F-14                                   | 22 lutego 2000                                          | STS-99 Endeavour F-14                                   | Pilot misji                                             | 11 dni 5 godzin 38 minut i 50 sekund                    |
| 3                                                                        | 5 grudnia 2001                                          | STS-108 Endeavour F-17                                  | 17 grudnia 2001                                         | STS-108 Endeavour F-17                                  | Dowódca misji                                           | 11 dni 19 godzin 35 minut i 42 sekundy                  |
| 4                                                                        | 11 marca 2008                                           | STS-123 Endeavour F-21                                  | 27 marca 2008                                           | STS-123 Endeavour F-21                                  | Dowódca misji                                           | 15 dni 18 godzin 10 minut i 54 sekundy                  |
| Łączny czas spędzony w kosmosie – 48 dni 15 godzin 19 minut i 26 sekund. |                                                         |                                                         |                                                         |                                                         |                                                         |                                                         |